# Comuna Piscu Vechi, Dolj
Piscu Vechi este o comună în județul Dolj, Oltenia, România, formată din satele Pisculeț și Piscu Vechi (reședința).
Comuna Piscu Vechi este situata in partea de S –V a județului Dolj este stabatutî de Dn 55A Calafat-Bechet.
Se învecineaza cu :
-N : comuna Seaca de Camp ;
-E : comuna Ghidici ;
-S : Fluviul Dunarea ;
-V : comuna Poiana Mare ;
Distanța dintre localitatea Piscu Vechi și orasele mai apropiate, Băilești și Calafat, este de 26 km și respectiv 22 km, iar fata de Municipiul Craiova comuna Piscu Vechi se afla la 90 km. Comuna Piscu Vechi are o suprafata totala 2562 ha și este compusă din două sate: Piscu Vechi și Pisculeț. Pe raza comunei Piscu Vechi funcționează 2 scoli, 2 grădinițe, 2 cămine culturale, 2 biserici ortodoxe, o biserică penticostală, 2 cabinete medicale generale, un cabinet de stomatologie, o unitate CEC si un Oficiu Postal.

## Demografie
Componența etnică a comunei Piscu Vechi
     Români (84,22%)
     Romi (1,98%)
     Alte etnii (0,17%)
     Necunoscută (13,63%)
Componența confesională a comunei Piscu Vechi
     Ortodocși (81,27%)
     Penticostali (4,68%)
     Alte religii (0,25%)
     Necunoscută (13,8%)
Conform recensământului efectuat în 2021, populația comunei Piscu Vechi se ridică la 2.370 de locuitori, în scădere față de recensământul anterior din 2011, când fuseseră înregistrați 2.499 de locuitori. Majoritatea locuitorilor sunt români (84,22%), cu o minoritate de romi (1,98%), iar pentru 13,63% nu se cunoaște apartenența etnică. Din punct de vedere confesional, majoritatea locuitorilor sunt ortodocși (81,27%), cu o minoritate de penticostali (4,68%), iar pentru 13,8% nu se cunoaște apartenența confesională.

## Politică și administrație
Comuna Piscu Vechi este administrată de un primar și un consiliu local compus din 11 consilieri. Primarul, Marius-Leonard Minea[*], de la Partidul Social Democrat, este în funcție din 2016. Începând cu alegerile locale din 2024, consiliul local are următoarea componență pe partide politice:
|  | Partid                    | Consilieri | Componența Consiliului | Componența Consiliului | Componența Consiliului | Componența Consiliului | Componența Consiliului | Componența Consiliului | Componența Consiliului | Componența Consiliului | Componența Consiliului | Componența Consiliului |
|  | ------------------------- | ---------- | ---------------------- | ---------------------- | ---------------------- | ---------------------- | ---------------------- | ---------------------- | ---------------------- | ---------------------- | ---------------------- | ---------------------- |
|  | Partidul Social Democrat  | 10         |                        |                        |                        |                        |                        |                        |                        |                        |                        |                        |
|  | Partidul Național Liberal | 1          |                        |                        |                        |                        |                        |                        |                        |                        |                        |                        |